# 上西紀夫
上西 紀夫（かみにし みちお、1947年1月31日 - ）は、日本の医学者、医学博士。専門は外科。

## 略歴
東京に生まれる。1966年桐朋高等学校卒、1974年東京大学医学部卒業、東京大学医学部第三外科学教室入局。1997年から2008年まで東京大学大学院医学系研究科消化管外科学分野教授。この間、東京大学医学部附属病院分院副院長を歴任。2008年より公立昭和病院院長。2023年より一般財団法人多摩緑成会総長。

## 著作
主な著作は以下のとおり。
- 胃粘膜内神経の分布・機能からみた胃癌の発生と進展 / 東京大学、1989-1990
- X染色体不活化を用いた胃粘膜のクローナリテイーの解析及び前癌病変の同定 / 東京大学、1997-1998
- 医療材料用具マニュアル / 八木義弘[他]、診断と治療社、1998.11
- 消化器癌の外科治療 / 田中雅夫と共著、中外医学社、2001.8
- 早期胃癌の内視鏡下手術 / メジカルビュー社、2001.4
- 早期大腸癌内視鏡下・外科治療のすべて / 杉原健一と共著、メジカルビュー社、2002.7
- 消化器外科周術期管理のすべて / 松野正紀、田中雅夫と共著、メジカルビュー社、2002.3
- 胃癌発癌モデルにおける主細胞の組織学的変化、遺伝子発現、蛋白発現の検討 / 東京大学、2002-2004
- 消化器外科スタッフマニュアル / 平田公一と共著、中外医学社、2003.10
- 専門医をめざすための経験すべき鏡視下消化器手術 / 跡見裕、杉原健一と共著、メジカルビュー社、2003.7
- 消化器学 / 菅野健太郎、田中雅夫、滝川一と共著、メジカルビュー社、2005.4
- 医学症候群辞典 / Sergio I.Magalini、Sabina C.Magalini[他]、朝倉書店、2005.4
- 大腸腫瘍の内視鏡治療 / 武藤徹一郎[他]、中山書店、2007.4
- 消化器癌 / J.A.アジャニー、S.A.カーリー、N.A.ヤンヤン、P.M.リンチ[他]、シュプリンガー・ジャパン、2007.7、(MDアンダーソン癌センターに学ぶ癌診療)
- 疾患マーカーとしての消化器病変 / 2007.5
- 小腸・結腸外科標準手術 / 渡邊昌彦、メジカルビュー社、2008.4、(DS now ; no.1)
- 食道・胃外科標準手術 / メジカルビュー社、2008.7、(DS now ; no.2)
- 肝・脾外科標準手術 / 後藤満一、メジカルビュー社、2008.10、(DS now ; no.3)
- 消化器癌の外科治療. 1 / 中尾昭公と共著、中外医学社、2008.10
- 消化器癌の外科治療. 2 / 中尾昭公と共著、中外医学社、2008.10
- 胆・膵外科標準手術 / 杉山政則、メジカルビュー社、2009.1、(Digestive surgery now ; no.4)
- 直腸・肛門外科手術 / 渡邊昌彦、メジカルビュー社、2009.4、(Digestive surgery now ; no.5)
- 肝・脾外科標準手術 / 後藤満一、第2版、メジカルビュー社、2009.4、(Digestive surgery now ; no.3)
- 食道・胃外科手術 / メジカルビュー社、2009.7、(Digestive surgery now ; no.6)
- 肝・脾外科手術 / 後藤満一、メジカルビュー社、2009.10、(Digestive surgery now ; no.7)
- 胆・膵外科手術 / 杉山政則、メジカルビュー社、2010.1、(Digestive surgery now ; no.8)